# Ludovic Manchette
Pour les articles homonymes, voir Manchette.
Ludovic Manchette est un romancier français né le 18 février 1982 à Nancy. Co-auteur avec Christian Niemiec de trois romans, il est aussi traducteur de dialogues de films, essentiellement américains. Il partage sa vie entre Paris et la Bretagne.

## Biographie
Ludovic Manchette naît en 1982 à Nancy et grandit en Meuse, dans le petit village de Menaucourt. Il suit sa scolarité à Ligny-en-Barrois, puis à Bar-le-Duc. Lorsqu'il a douze ans, son professeur de français et d'art plastique l'inscrit à un concours de bande dessinée qu'il remporte. Puis, à l'âge de seize ans, il adresse des pages de scénarios de bandes dessinées, coécrites avec son frère jumeau Sébastien, à Thierry Tinlot, alors rédacteur en chef du journal de bande dessinée Spirou. Ce dernier se montre encourageant et les invite à le recontacter l'année suivante, ce qu'ils ne feront pas[réf. nécessaire]. 
En 2007, après des études de littérature et civilisation anglaise et américaine au sein de l'université de Nancy II, Ludovic Manchette démarre une carrière d'adaptateur et traducteur de dialogues, pour la société de doublage Chinkel. Il travaille ainsi sur les versions françaises des mangas Naruto Shippuden et One Piece.  Puis il collabore et signe avec Christian Niemiec, entre autres, les versions françaises des séries L'Enfer du Pacifique et Lucifer et des films Jane Eyre, Scream ou encore Dune.
En 2014, Ludovic Manchette et Christian Niemiec entament, à quatre mains, l'écriture de leur premier roman Alabama 1963 qui sera publié au Cherche Midi à la rentrée littéraire 2020. En 2022 sort le deuxième roman du tandem, America[s]. En 2024 sort le troisième Manchette-Niemiec, À l’ombre de Winnicott, toujours au Cherche Midi.

## Romans
co-écrits avec Christian Niemiec :
- Alabama 1963. Paris : Le Cherche Midi, 08/2020, 384 p.  (ISBN 978-2-7491-6591-2). Rééd. Paris : Pocket no 18266, 10/2021, 352 p.  (ISBN 978-2-266-31474-9)
- America[s]. Paris : Le Cherche Midi, 03/2022, 284 p.  (ISBN 978-2-7491-7331-3). Rééd. Paris : Pocket no 18829, 03/2023, 304 p.  (ISBN 978-2-266-32933-0)
- À l'ombre de Winnicott. Paris : Le Cherche Midi, 08/2024, 504 p.  (ISBN 978-2-7491-7992-6)

## Travail de doublage
NB : travail de doublage de Ludovic Manchette en solo. 
Pour les doublages en duo avec Christian Niemiec, voir Manchette-Niemiec#Filmographie.
- One Piece
- 2007 : Futurama, série télévisée d'animation américaine créée par Matt Groening. Adaptation des saisons 4 à 7[4].
- 2008 : Naruto Shippūden, réalisé par Hayato Date.
- 2010 : Naruto Shippuden : La Flamme de la volonté (Gekijôban Naruto Shippûden Hi no ishi o tsugumono, 2009), réalisé par Hajime Kamegaki.